# Jon Hopkins
Jonathan Julian Hopkins (Reino Unido, 15 de agosto de 1979) é um musicista e produtor musical norte-americano de música eletrônica. "Music for Psychedelic Therapy" é o sexto álbum de estúdio, lançado em 12 de novembro de 2021.